# Třída Élan
Třída Élan byla třída šalup francouzského námořnictva z období druhé světové války. Celkem bylo postaveno třináct jednotek této třídy. Ve službě byly od roku 1939.

## Stavba
Celkem bylo postaveno třináct jednotek této třídy. Jedna byla objednána v rámci programu pro rok 1934, čtyři v programu pro rok 1936 a osm v programu pro rok 1937. Stavba čtrnácté jednotky La Trompeuse byla zrušena. Do stavby se zapojily čtyři francouzské loděnice. Čtyři jednotky postavila loděnice Ateliers et Chantiers de France v Dunkerku a dále po třech šalupách loděnice Arsenal de Lorient v Lorientu, Ateliers et Chantiers Dubigeon v Nantes a Ateliers et Chantiers de Provence v Port-de-Bouc. Jejich stavba probíhala v letech 1936–1940. Jednotlivá plavidla do služby vstupovala v letech 1939–1940.
Jednotky třídy Élan:
| Jméno                             | Loděnice                          | Založení kýlu | Spuštěna           | Vstup do služby | Status |
| --------------------------------- | --------------------------------- | ------------- | ------------------ | --------------- | --- |
| Élan                              | Arsenal de Lorient                | 1936          | 27. července 1938  | 1939            | V letech 1940–1941 v silách vlády ve Vichy. Po nasazení v Sýrii zůstala od června 1941 do prosince 1944 internována v Turecku. Od roku 1950 trupové označení F748. Do šrotu 1958. |
| Commandant Bory                   | Ateliers et Chantiers de France   | 1936          | 26. ledna 1939     | září 1939       | V letech 1940–1942 v silách vlády ve Vichy. Od listopadu 1942 součást sil Svobodné Francie. Od roku 1950 trupové označení F740. Do šrotu 1953. |
| Commandant Delage                 | Ateliers et Chantiers de France   | 1936          | 25. února 1939     | prosinec 1939   | V letech 1940–1942 v silách vlády ve Vichy. Od listopadu 1942 součást sil Svobodné Francie. Od roku 1950 trupové označení F741. Do šrotu 1960. |
| Commandant Duboc                  | Ateliers et Chantiers Dubigeon    | 1936          | 16. ledna 1939     | srpen 1939      | Dne 3. července 1940 zajata Brity a předána silám Svobodné Francie. Od roku 1950 trupové označení F743. Do šrotu 1963. |
| Commandant Rivière                | Ateliers et Chantiers de Provence | 1936          | 16. února 1939     | září 1939       | V letech 1940–1942 v silách vlády ve Vichy. Dne 8. prosince 1942 v Bizertě zajata Němci. Předána Itálii jako FR52. Dne 28. května 1943 potopena spojeneckým letectvem. |
| La Capricieuse                    | Ateliers et Chantiers Dubigeon    | 1938          | 19. dubna 1939     | únor 1940       | Dne 3. července 1940 zajata Brity. Vrácena 1945. Od roku 1950 trupové označení F745. Do šrotu 1964. |
| La Moquese                        | Arsenal de Lorient                | 1938          | 25. ledna 1940     | duben 1940      | Dne 3. července 1940 zajata Brity a předána silám Svobodné Francie. Od roku 1950 trupové označení F747. Do šrotu 1965. |
| Commandant Dominié (ex La Rieuse) | Ateliers et Chantiers Dubigeon    | 1938          | 2. května 1939     | duben 1940      | Dne 3. července 1940 zajata Brity a předána silám Svobodné Francie. Od roku 1950 trupové označení F742. Do šrotu 1960. |
| L`Impétueuse                      | Ateliers et Chantiers de France   | 1938          | 17. srpna 1939     | květen 1940     | V letech 1940–1942 v silách vlády ve Vichy. Dne 27. listopadu 1942 v Toulonu potopena vlastní posádkou. Vyzvednuta Italy jako FR54. Opravy nedokončeny. Po italské kapitulaci byla 9. září 1943 zajata Němci a později potopena v Marseilles.                                                        |
| La Curieuse                       | Arsenal de Lorient                | 1938          | 11. listopadu 1939 | 1940            | V letech 1940–1942 v silách vlády ve Vichy. Dne 27. listopadu 1942 v Toulonu potopena vlastní posádkou. Vyzvednuta Italy jako FR55. Opravy nedokončeny. Po italské kapitulaci byla 9. září 1943 zajata Němci. Zařazena jako rychlá eskortní loď SG25. Roku 1944 potopena v Toulonu vlastní posádkou. |
| La Batalleuse                     | Ateliers et Chantiers de Provence | 1937          | 22. srpna 1939     | březen 1940     | V letech 1940–1942 v silách vlády ve Vichy. Dne 8. prosince 1942 v Bizertě zajata Němci. Předána Itálii jako FR51. Po italské kapitulaci byla 9. září 1943 potopena vlastní posádkou v La Spezia, vyzvednuta Němci a později znovu potopena v Janově.                                                |
| La Boudeuse                       | Ateliers et Chantiers de France   | 1938          | září 1939          | 1940            | V letech 1940–1942 v silách vlády ve Vichy. Od listopadu 1942 součást sil Svobodné Francie. Od roku 1950 trupové označení F744. Do šrotu 1958. |
| La Gracieuse                      | Ateliers et Chantiers de Provence | 1938          | 30. listopadu 1939 | 1940            | V letech 1940–1942 v silách vlády ve Vichy. Od listopadu 1942 součást sil Svobodné Francie. Od roku 1950 trupové označení F746. Do šrotu 1958. |

## Konstrukce

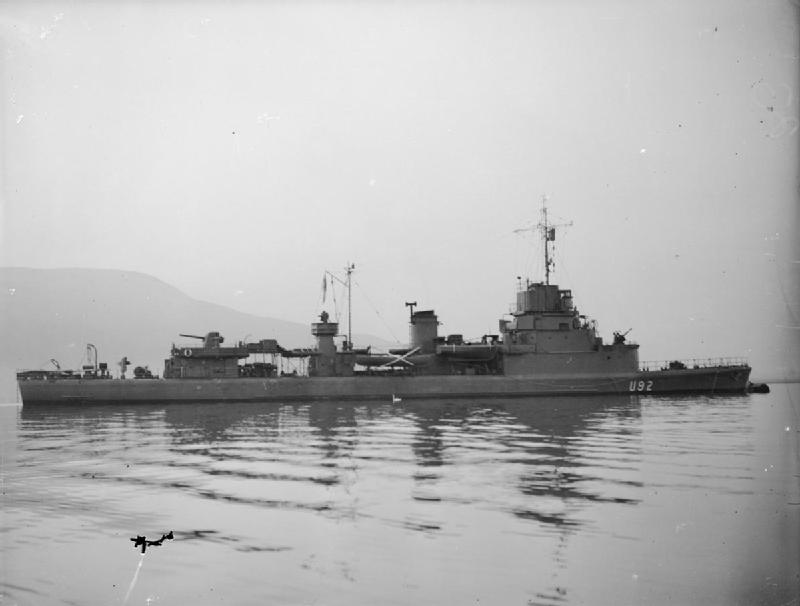
La Capricieuse

Plánovanou výzbroj představovaly dva 100mm kanóny, osm 13,2mm kulometů a minolovné vybavení. Finální složení výzbroje ale více odpovídalo eskortnímu plavidlu. Jako minolovka nakonec nebyla vybavena žádná. Skutečnou výzbroj tvořil jeden 100mm kanón (nebo dva 90mm kanony), osm 13,2mm kulometů, dále dva vrhače a jeden spouštěč hlubinných pum, kterých bylo neseno čtyřicet kusů. Pohonný systém tvořily dva diesely Sulzer o výkonu 4000 hp, pohánějící dva lodní šrouby. Nejvyšší rychlost dosahovala dvacet uzlů. Dosah byl 9000 námořních mil při rychlosti 14 uzlů.

### Modifikace
Plavidla Svobodných Francouzů Commandant Duboc, Commandant Dominié a La Moqueuse byla během války vylepšována. Šalupa Commandant Dominié roku 1942 nesla dva 102mm/45 kanóny QF Mk.XVI ve dvoudělové věži, jeden 40/39mm kanón QF Mk.VIII, čtyři 13,2mm kulomety, osm 12,7mm kulometů, dva vrhače a jeden spouštěč hlubinných pum se zásobou čtyřiceti kusů. Zároveň byla vybavena sonarem.